# Bisticci d'amore

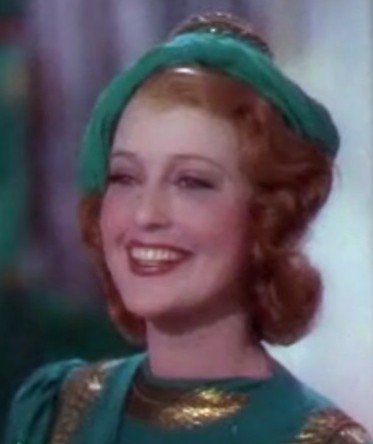
Jeanette MacDonald nel ruolo di Gwen Marlowe

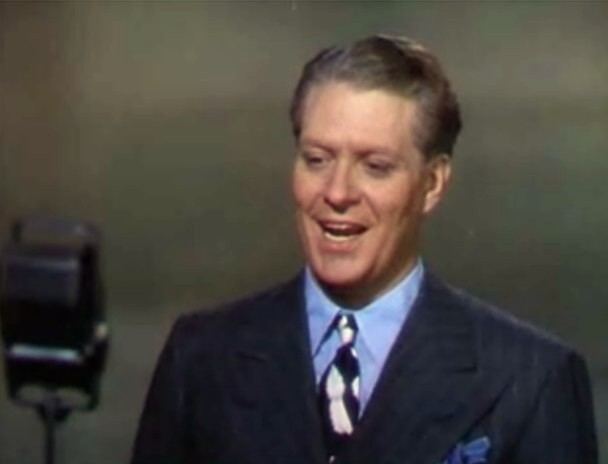
Nelson Eddy nel ruolo di Ernest Lane

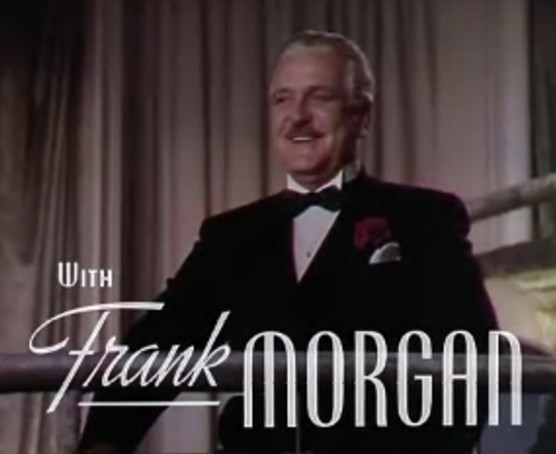
Frank Morgan nel ruolo di Felix Lehman

Bisticci d'amore (Sweethearts) è un film di genere musicale del 1938 diretto da W. S. Van Dyke e interpretato da Jeanette MacDonald e Nelson Eddy.
La sceneggiatura, basata sul libretto Sweethearts di Harry e Robert B. Smith e Fred De Gresac, utilizzò l'espediente del cosiddetto "teatro nel teatro": una produzione contemporanea di Broadway dell'omonima operetta, scritta nel 1913 da Victor Herbert, come ambientazione per la storia di un'altra coppia di innamorati ("sweethearts"), interpretati dai due protagonisti.
Fu il primo lungometraggio della MGM girato in Technicolor con il procedimento "three-strip", un'innovazione che fruttò a Allen M. Davey e Oliver T. Marsh il premio Oscar per la fotografia a colori.

## Trama
Gwen Marlowe e Ernest Lane sono una coppia di cantanti che da anni si esibisce con successo sui palcoscenici di Broadway nell'operetta Sweethearts di Victor Herbert. Al sesto anniversario della tournée, nonché del loro matrimonio, stanchi delle continue esibizioni decidono di accettare la proposta di cambiare vita e andare a Hollywood per girare un film. Questo preoccupa amici e colleghi, compreso il produttore Felix Lehman che non ha mai messo sotto contratto la coppia.
L'idea per far saltare il loro progetto viene a Leo, il librettista di Felix, che tenta di farli litigare facendo credere a Gwen che Ernest ha una relazione con la sua segretaria Kay. Caduta nel tranello, Gwen decide di lasciare Ernest e i due continuano a portare in giro l'operetta con due compagnie diverse. Dopo mesi di infelice separazione, Gwen scoprirà la verità e la coppia tornerà insieme nella vita e sul palcoscenico, riprendendo la tournée con Felix e abbandonando il sogno di Hollwwood.

## Produzione
Le riprese cominciarono il 17 giugno 1938 e inizialmente vennero effettuate in bianco e nero. Dopo due giorni di lavoro la produzione venne interrotta, tutte le sequenze girate vennero eliminate e le riprese iniziarono di nuovo, stavolta con la nuova tecnica a colori. Secondo quanto riportò l'Hollywood Reporter, il film che la MGM aveva scelto come primo da produrre con il Technicolor "three-strip" era il western Passaggio a Nord-Ovest, ma a causa di ritardi nella lavorazione la scelta finale cadde su Bisticci d'amore che anticipò di 2 mesi il film di King Vidor.
Secondo alcune fonti, alcune scene e almeno uno dei numeri musicali furono ripetuti e diretti da Robert Z. Leonard (che non risulta accreditato) nella metà di agosto, quando W. S. Van Dyke era impegnato nella lavorazione proprio di Passaggio a Nord-Ovest.
Sempre secondo quanto riportato sull'Hollywood Reporter, il noto pianista e direttore d'orchestra José Iturbi avrebbe fatto il suo debutto come attore in Bisticci d'amore, anche se non compare nel film e non è chiaro se il suo ruolo sia stato tagliato. Ufficialmente, il primo film in cui Iturbi è accreditato come attore risulta essere La parata delle stelle di George Sidney del 1943.
Il grande set sul quale Nelson Eddy e Jeanette MacDonald si esibiscono durante i titoli di testa venne ricavato da quello usato per il brano A Pretty Girl Is Like a Melody nel film del 1936 Il paradiso delle fanciulle di Robert Z. Leonard. In seguito sarebbe stato utilizzato anche per altre pellicole, tra cui Two Girls on Broadway (S. Sylvan Simon, 1940), Le fanciulle delle follie (Robert Z. Leonard e Busby Berkeley, 1941), I ragazzi di Broadway (Busby Berkeley, 1941) e Lady Be Good (Norman Z. McLeod, 1941).

## Distribuzione
Il film venne distribuito nelle sale cinematografiche statunitensi a partire dal 22 dicembre 1938.

### Date di uscita
- USA (Sweethearts) - 22 dicembre 1938
- Svezia (Kärleksduetten) - 13 marzo 1939
- Finlandia (Laulavat sydämet) - 9 aprile 1939
- Portogallo (Namorados) - 10 aprile 1939
- Argentina (Enamorados) - 12 aprile 1939
- Irlanda (Sweethearts) - 14 aprile 1939
- Ungheria (Szerelmesek) - 20 aprile 1939
- Danimarca (Sweethearts) - 26 aprile 1939
- Regno Unito (Sweethearts) - 1 maggio 1939
- Francia (Amants) - 5 giugno 1946

Il 25 marzo 1946, all'interno della trasmissione antologica della CBS The Screen Guild Theater venne trasmesso un adattamento radiofonico di 30 minuti del film, con Jeanette MacDonald e Nelson Eddy che si trovarono ad interpretare i rispettivi ruoli di nuovo dopo quasi 8 anni.
Negli Stati Uniti il film ricevette il primo passaggio televisivo il 7 novembre 1957 dalla KTTV, a Los Angeles, seguito da quelli del 17 novembre da parte della WFIL a Filadelfia, del 20 dicembre 1959 della WCBS a New York e del 14 aprile 1962 della KGO a San Francisco. Dal momento che in quegli anni le trasmissioni a colori erano ancora agli inizi, limitate ad un ridottissimo numero di programmi, il film venne mandato in onda in bianco e nero e solo molti anni dopo i telespettatori ebbero la possibilità di vederlo in Technicolor.

### Critica
Nella sua recensione su AllMovie, Craig Butler giudica il film uno dei più divertenti della coppia MacDonald-Eddy, pur notando che mancano «sia la statura iconica sia la presenza di duetti classici come quelli di alcune delle loro uscite più venerate». Oltre alla bravura e all'affiatamento dei due protagonisti, ciò che viene particolarmente apprezzato è la sceneggiatura di Dorothy Parker e Alan Campbell, definita "una delizia": «inizia con una premessa divertente e realizzabile (seppure inverosimile) e si basa su questo fondamento con dei dialoghi che spesso sono molto spiritosi».

### Riconoscimenti
- 1939 - Premio Oscar
  - Oscar onorario a Oliver T. Marsh e Allen M. Davey per la fotografia a colori
  - Nomination Miglior sonoro a Douglas Shearer
  - Nomination Migliore colonna sonora a Herbert Stothart
- 1939 - Photoplay Awards
  - Medaglia d'Onore a Hunt Stromberg

### Colonna sonora
Tra i duetti eseguiti da Jeanette MacDonald e Nelson Eddy, oltre a Sweethearts, Every Lover Must Meet His Fate, Pretty as a Picture e Game of Love, composti da Victor Herbert con i testi di Bob Wright e Chet Forrest, ci sono Message of the Violet e Keep It Dark, dal musical del 1903 The Prince of Pilsen di Gustave Luders, e Little Gray Home in the West di Hermann Lohr e D. Eardley-Wilmot.